# Нокс (округ, Индиана)
Нокс (англ. Knox County) — округ в штате Индиана, США. Официально образован 6 июня 1790 года. Административным центром является город Винсенс — крупнейший населённый пункт округа.
По состоянию на 2010 год, численность населения составляла 38 440 человека.

## География
В соответствии с данными указанными на сайте центрального статистического органа страны — Бюро переписи населения США, общая площадь округа Нокс равняется 1357,265 км2, из которых 1336,519 км2 занимает суша и 20,746 км2 приходится на водную поверхность.

## Население
По данным переписи населения 2000 года в округе проживает 39 256 жителей в составе 15 552 домашних хозяйств и 10 139 семей. Плотность населения составляет 29,00 человек на км2. На территории округа насчитывается 17 305 жилых строений, при плотности застройки около 13,00-ти строений на км2. Расовый состав населения: белые — 96,37 %, афроамериканцы — 1,85 %, коренные американцы (индейцы) — 0,21 %, азиаты — 0,52 %, гавайцы — 0,05 %, представители других рас — 0,31 %, представители двух или более рас — 0,69 %. Испаноязычные составляли 0,82 % населения независимо от расы.
В составе 15 552,00 % из общего числа домашних хозяйств проживают дети в возрасте до 18 лет, 18,00 % домашних хозяйств представляют собой супружеские пары проживающие вместе, 51,60 % домашних хозяйств представляют собой одиноких женщин без супруга, 10,20 % домашних хозяйств не имеют отношения к семьям, 29,70 % домашних хозяйств состоят из одного человека, 13,30 % домашних хозяйств состоят из престарелых (65 лет и старше), проживающих в одиночестве. Средний размер домашнего хозяйства составляет 2,36 человека, и средний размер семьи 2,93 человека.
Возрастной состав округа: 22,90 % моложе 18 лет, 13,60 % от 18 до 24, 25,40 % от 25 до 44, 22,70 % от 45 до 64 и 22,70 % от 65 и старше. Средний возраст жителя округа 37 лет. На каждые 100 женщин приходится 98,50 мужчин. На каждые 100 женщин старше 18 лет приходится 95,60 мужчин.
Средний доход на домохозяйство в округе составлял 31 362 USD, на семью — 41 273 USD. Среднестатистический заработок мужчины был 30 536 USD против 20 916 USD для женщины. Доход на душу населения составлял 16 085 USD. Около 11,60 % семей и 16,00 % общего населения находились ниже черты бедности, в том числе — 19,70 % молодежи (тех, кому ещё не исполнилось 18 лет) и 12,40 % тех, кому было уже больше 65 лет.